# Brooke Hogan
Brooke Hogan, właściwie Brooke Ellen Bollea (ur. 5 maja 1988 w Tampie) – amerykańska piosenkarka i tancerka. Córka Hulka Hogana, występowała w reality show zatytułowanym "Hogan knows best" (Uparty jak Hogan). Obecnie ma swoje własne reality show "Brooke knows best" (Uparta jak Brook).

## Kariera
Brooke stała się znana głównie z tego powodu, że jest córką słynnego Hulka Hogana, i dzięki temu występowała w programie telewizyjnym "Hogan knows best".
W 2006 roku nagrała debiutancki album zatytułowany "Undiscovered", wyprodukowany przez Scotta Storcha, który został wydany przez jego wytwórnię płytową Storch Music Company. Płyta zawierała 14 piosenek, a pierwszym singlem promującym płytę był utwór "About us" wykonany wraz z Paulem Wallem. Pomimo pozytywnego odbioru i dobrej promocji tanecznych piosenek zawartych na płycie, krążek sprzedał się tylko w ilości 127 tys. egzemplarzy. Taki wynik na rynku amerykańskim jest bardzo słabym osiągnięciem. W 2009 roku wydała swój drugi album studyjny zatytułowany The Redemption który nie odniósł sukcesu sprzedając się w 11 tys. egzemplarzy w USA.

## Dyskografia

### Albumy
- This Voice (2004, niewydany)
- Undiscovered (24 października, 2006)
- The Redemption (21 lipca, 2009)

### Mixtape'y
- Judgement Day (2009)

## Single
- Everything to me (2004)
- About Us (2006)
- Heaven Baby (2007)
- For a moment (2007)
- Falling (2009)
- Hey Yo (2009)